# Hellbilly Deluxe 2
《Hellbilly Deluxe 2: Noble Jackals, Penny Dreadfuls and the Systematic Dehumanization of Cool》(줄여서 《Hellbilly Deluxe 2》)는 롭 좀비의 네 번째 정규 음반이다. 이 음반은 롭 좀비의 데뷔 음반 《Hellbilly Deluxe》의 속편이다. 2010년 2월 2일 로드러너 레코드를 통해 발매되었다.